# 黄金海岸 (芬兰总统夏季官邸)

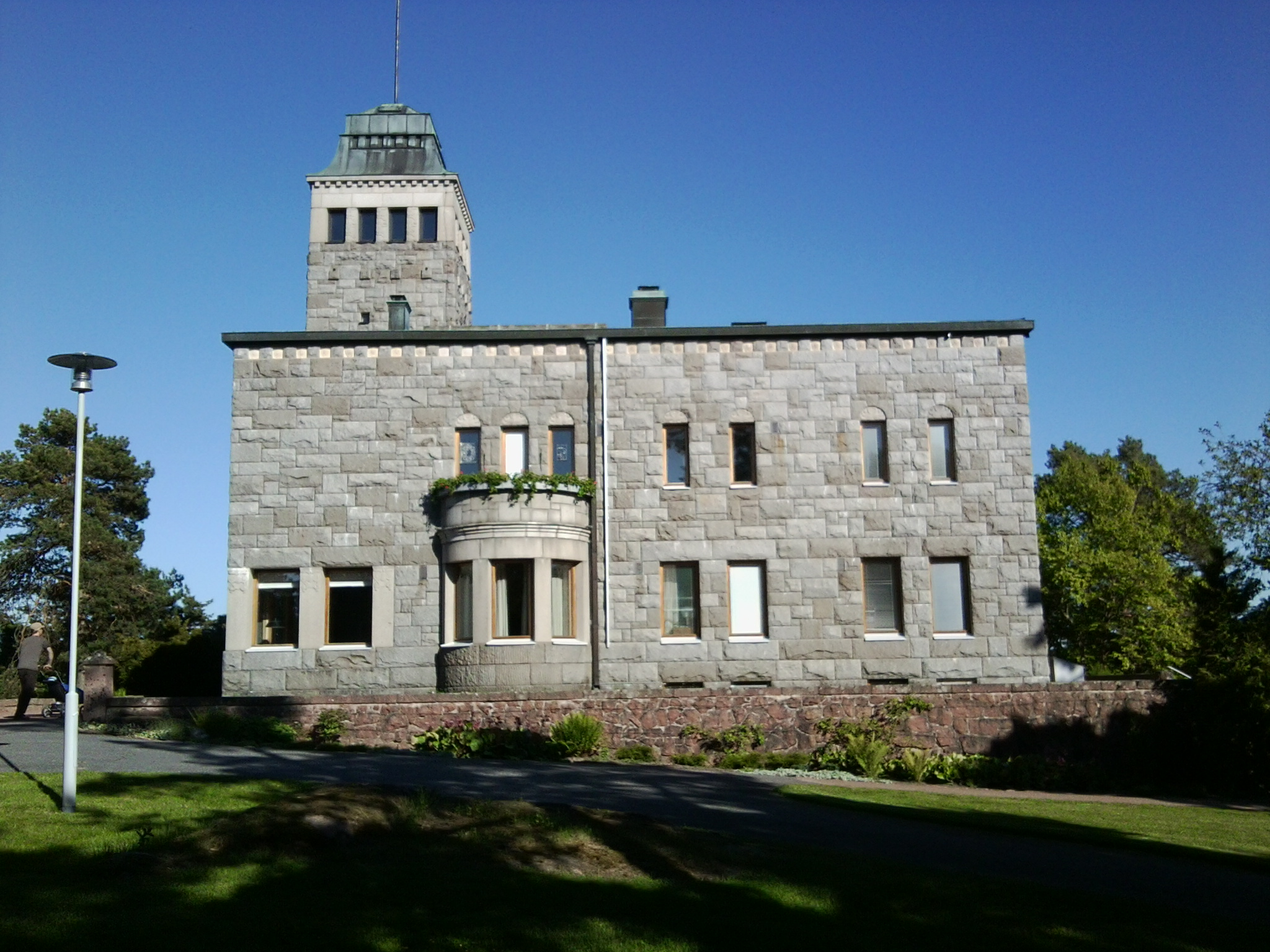
黄金海岸建筑的外观

黄金海岸（芬蘭語：Kultaranta）是芬兰总统的夏季官邸，位于西南芬蘭區楠塔利市。该官邸为花岗岩建筑，四周环绕着560,000平方米的园林。

## 历史
黄金海岸建筑的最初拥有者是商人阿尔弗雷德·科尔德林，他在1914年为自己新建了这个庄园建筑，建筑是由拉尔斯·松克设计的。科尔德林在1917年去世后，该建筑的拥有权转移至图尔库大学。1922年芬兰议会投票决定购买该庄园作为芬兰总统的夏季官邸。

## 图集

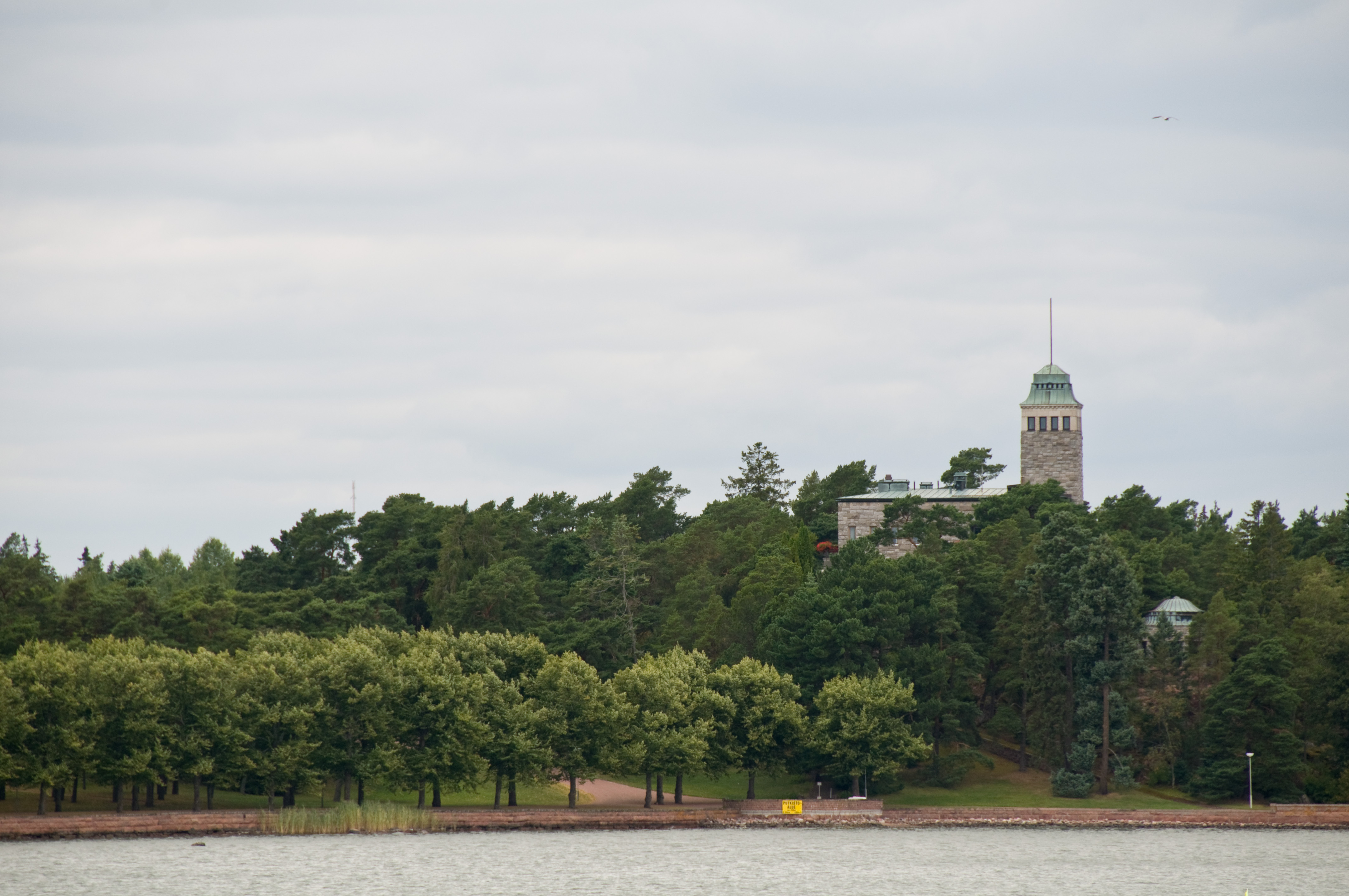
从海上眺望黄金海岸
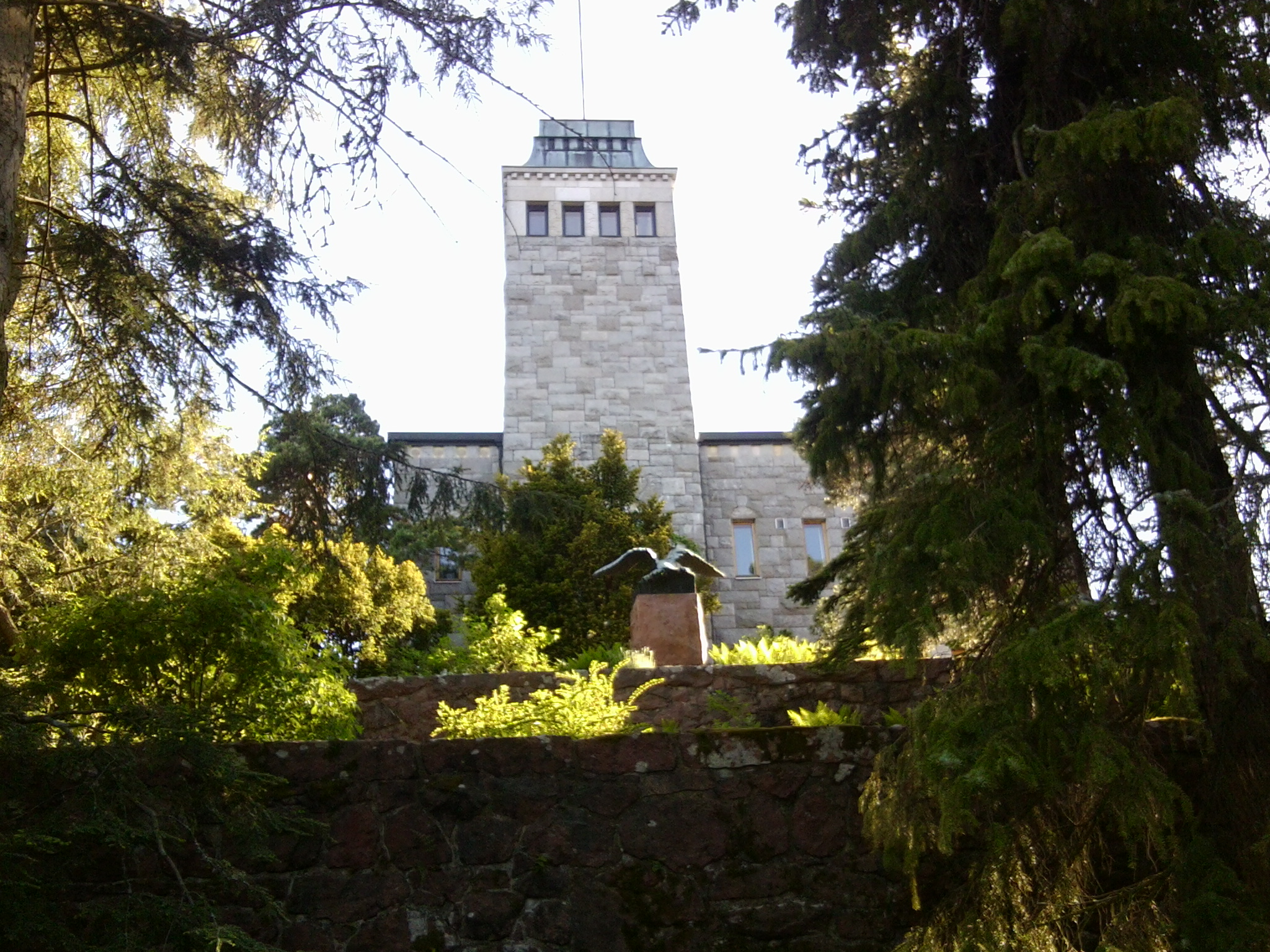
主建筑的塔楼
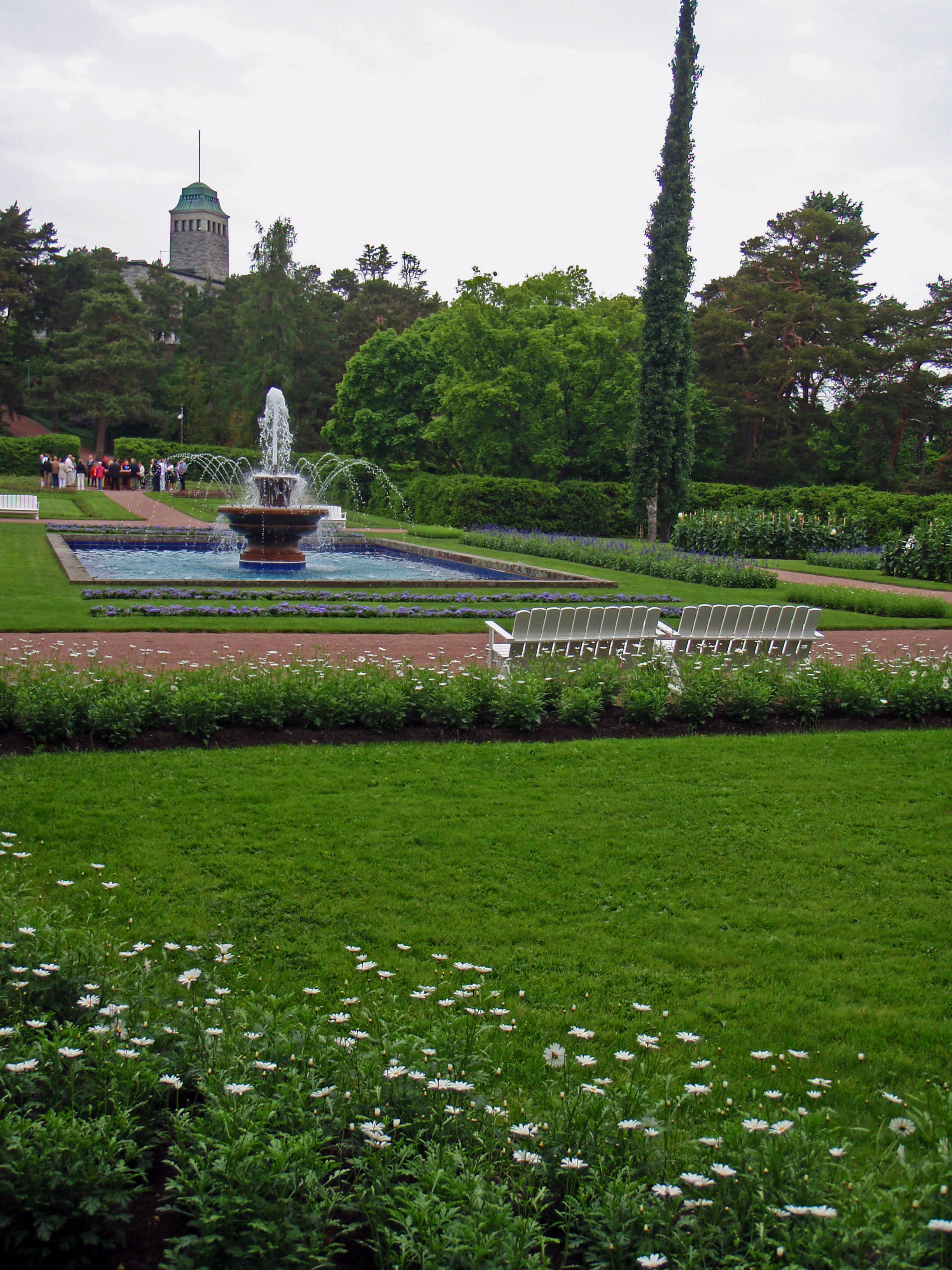
官邸四周的花园
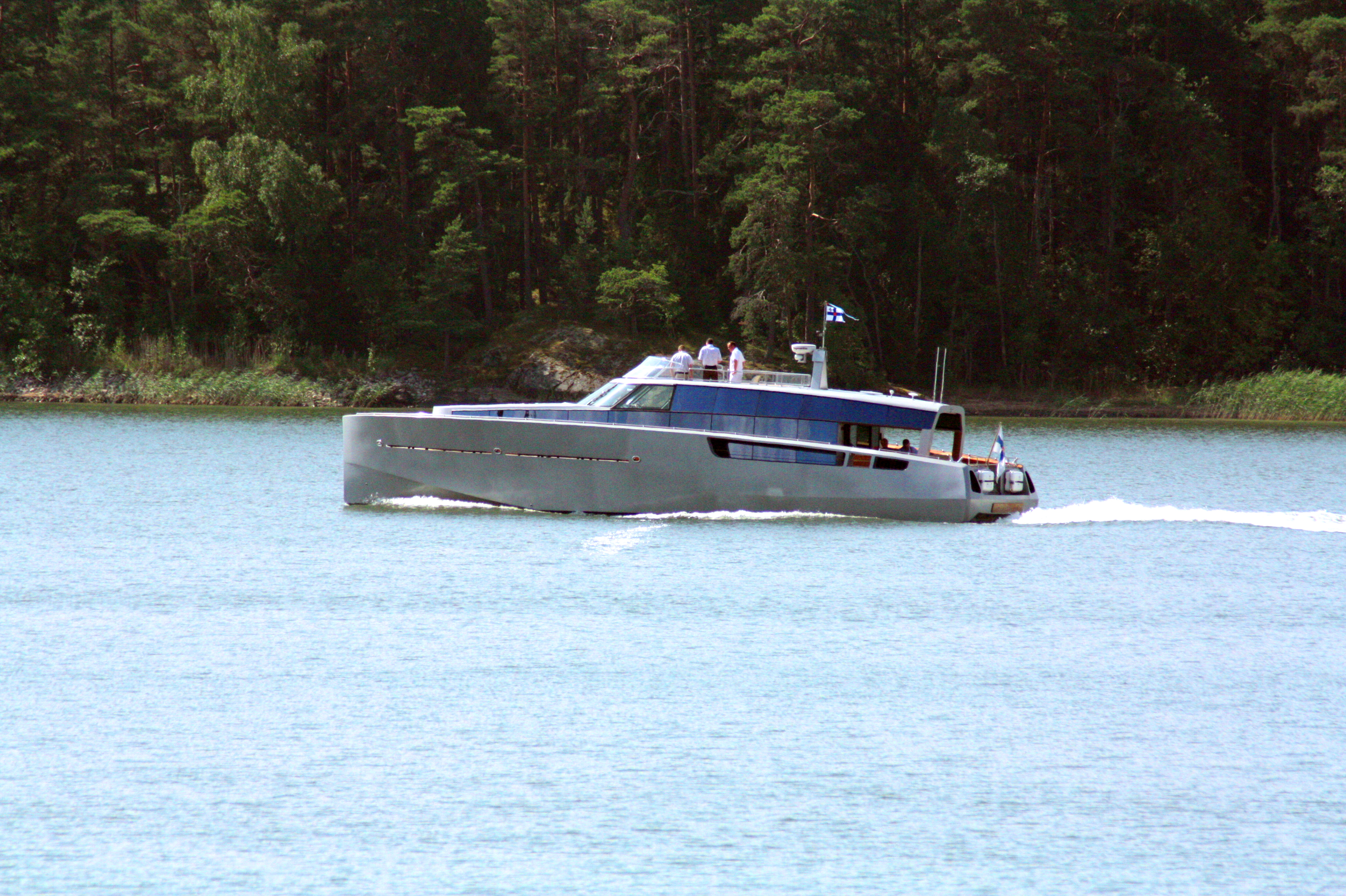
总统专用游艇：“黄金海岸8号”